# トリシア・ニクソン・コックス

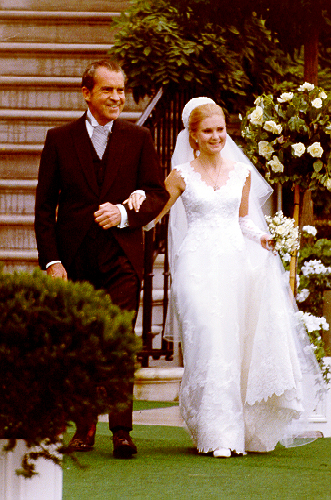
1971年、エドワード・コックスとの結婚式で、当時大統領だった父リチャード・ニクソンにエスコートされて通路を進むトリシア・ニクソン。

トリシアとエドワード・F・コックス、1972年撮影。

トリシア・ニクソン (Tricia Nixon) として知られた、パトリシア・ニクソン・コックス（Patricia Nixon Cox、1946年2月21日 - ）は、第37代アメリカ合衆国大統領リチャード・ニクソンと、ファーストレディのパット・ニクソンの間の上の娘であり、ジュリー・ニクソン・アイゼンハワーの姉。
彼女はエドワード・F・コックスと結婚しており、クリストファー・ニクソン・コックスの母親である。
父が公職にあった間、彼女はもっぱら儀礼的な役割を果たし、政治的な関与がより大きかったジュリーとは対称的であった。トリシアは、選挙遊説の多くの機会に父に同行し、父の大統領就任後は世界中への公用での外遊にも同行した。
母も同じく「パトリシア」をファーストネームとしているが、母が愛称を「パット (Pat)」としていたのに対し、娘は愛称を「トリシア (Tricia)」としている。

## 生い立ち
トリシアは、1946年2月21日に生まれた。彼女は、ワシントンD.C.で育ち、ホーレス・マン小学校 (Horace Mann Elementary)、シドウェル・フレンズ・スクールに学んだ。後には、マンハッタンのチェイピン・スクールに転じた。
1964年、ニューヨークのウォルドルフ＝アストリア・ホテルで開催された格式の高いインターナショナル・デビュタント・ボールで、デビュタントとして社交界に登場した。エドワード・コックスは、この舞踏会において、彼女の民間人エスコート役を務めた。
トリシアは、短期間だけ、その後ほどなくして廃校となったフィンチ・カレッジに学んだ後、マサチューセッツ州ボストンのボストンカレッジに移り、1968年に英語学でB.A.を取得して卒業した。

## 結婚と職歴
1971年6月12日、トリシアは、ハーバード・ロー・スクールの学生だったエドワード・フィンチ・コックスと、ホワイトハウスのローズ・ガーデンで結婚式を挙げた。
1979年3月には、息子クリストファー・ニクソン・コックスが生まれた。夫コックスは、企業弁護士であり、共和党のニューヨーク州委員会の議長を務めている。彼女自身は、様々な医学研究団体や、カリフォルニア州にあるニクソン図書館の理事会に名を連ねている。